# Берестеново
Берестеново (біл. Берасьценава) — село в складі Оршанського району розташованого у Вітебській області Білорусі. Село входить до складу Андрєєвщинської сільської ради.
Веска Берестеново розташована на півночі Білорусі, у південно-східній частині Вітебської області.